# شکاف (فیلم ۲۰۲۱)
شکاف یا رخنه (به انگلیسی: Breach) (همچنین با عنوان ضد زندگی نیز شناخته می‌شود) یک فیلم سینمایی آمریکایی - کانادایی در ژانر اکشن و علمی تخیلی محصول سال ۲۰۲۰ به کارگردانی جان سویتز با بازی بروس ویلیس است.
موضوع فیلم: یک مکانیک ماهر که در آستانه پدر شدن است، سوار بر یک کشتی بین ستاره‌ای در راه زمین جدید است، اما با یک شرور که قصد استفاده از سفینه فضایی را دارد روبرو می‌شود که…

## داستان
در سال ۲۲۴۲ میلادی، زمین با رویدادی در سطح انقراض مواجه شده و تنها ۳۰۰٬۰۰۰ بازمانده برای سوار شدن بر فضاپیمایی به نام «کشتی» (Ark) انتخاب می‌شوند تا آن‌ها را به مستعمره‌ای جدید به‌نام «زمین نو» منتقل کند. «نوح» در حالی‌که خود را به‌جای یک نظافت‌چی تازه‌کار جا زده، پنهانی سوار کشتی می‌شود، در حالی‌که نامزدش «هیلی»، که باردار است، به‌عنوان مسافر در وضعیت انجماد قرار می‌گیرد.
یک نظافت‌چی کهنه‌کار به نام «کِلی» تلاش می‌کند تا نوح را راهنمایی کند. دو عضو باتجربهٔ خدمه، «بلو» و «شِیدی»، توسط یک انگل بیگانه آلوده می‌شوند. نوح در حین جاسوسی از کلی، گمان می‌کند که او در حال ساخت بمب است، اما کلی به او نشان می‌دهد که فقط در حال تهیهٔ مشروب دست‌ساز است.
آن شب کارگران مهمانی خودجوشی برگزار می‌کنند و از عزیزانی که پشت سر گذاشته‌اند صحبت می‌کنند. نوح به بقیه می‌گوید که قرار است در زمین نو به‌عنوان قصاب مشغول شود. «اورتگا» که برای دیدن بلو از مهمانی خارج می‌شود، او را در حال جوشکاری می‌بیند. بلو به او حمله کرده و او را می‌کشد.
مدتی بعد، کلی درمی‌یابد که هیلی، دختر دریاسالار «آدامز» است. مأمور امنیتی «استنلی» جسد پوسیدهٔ شیدی را پیدا می‌کند و بلو را به‌عنوان قاتل شناسایی می‌کند. کلی جسد اورتگا را کشف می‌کند. استنلی با تیمی امنیتی، بلو را در حال تلاش برای ورود به اتاق دریاسالار پیدا می‌کند. بلو ناگهان به یکی از اعضای تیم حمله می‌کند و با دندان گلوی او را می‌درد. استنلی و «تیک» ناچار می‌شوند او را بکشند. کالبدشکافی روی جسد بلو انجام می‌شود و تیک از تصاویر دوربین‌ها متوجه نحوهٔ آلودگی بلو می‌شود. «چیمبرز» گزارش می‌دهد که بدن بلو کاملاً از درون تهی شده و انگل در کشتی آزاد است.
چیمبرز کشف می‌کند که نوح در واقع عضو رسمی خدمه نیست و به‌عنوان مسافر قاچاقی سوار شده‌است، و استنلی او را بازداشت می‌کند. کلی از او دفاع می‌کند و نوح آزاد می‌شود. همان‌طور که بازماندگان دربارهٔ اقدامات بعدی بحث می‌کنند، سه عضو مردهٔ خدمه دوباره زنده می‌شوند و به آن‌ها حمله می‌کنند. استنلی کشته می‌شود. چیمبرز به تیک، کلی و نوح کمک می‌کند تا فرار کنند. استنلی آلوده، دیگر خدمه را آزاد می‌کند و خیلی زود همه آلوده می‌شوند.
کلی بازماندگان را به اتاق سلاح هدایت می‌کند. چیمبرز نمی‌تواند ضعف انگل‌ها را پیدا کند، بنابراین کلی پیشنهاد استفاده از آتش‌افکن را می‌دهد. اما فعال شدن سامانه مهار آتش باعث کاهش دید می‌شود. لینکلن به گروه می‌پیوندد اما ناگهان تیک توسط انگل‌ها ربوده می‌شود. کلی برای نجات او می‌شتابد. تیک و کلی که بازمی‌گردند، لینکلن پیشنهاد می‌دهد با کپسول نجات فرار کنند، اما تیک استفاده از بخش امنیتی را ترجیح می‌دهد.
لینکلن به تنهایی با یک کپسول نجات فرار می‌کند، اما معلوم می‌شود که تنها نیست و در صحنه‌ای خارج از تصویر کشته می‌شود. بازماندگان به بخش امنیتی می‌رسند، اما استنلی کلی را می‌گیرد. نوح پیش از آلوده شدن کلی، به او شلیک می‌کند و در را می‌بندند.
با ۸۴ روز مانده تا رسیدن کشتی به زمین نو، بازماندگان برای دفاع از خود و نجات مسافران نقشه‌ای طراحی می‌کنند. کلی نوح را از طریق کانال‌های تهویه به سوی دریاسالار هدایت می‌کند. تیک به کلی و چیمبرز اعتراف می‌کند که او مسئول تمام این اتفاقات است و در واقع انقلابی‌ای تندروست که با اسکان دوبارهٔ بشر در زمین نو مخالف است.
دریاسالار تیم امنیتی‌اش را بیدار می‌کند و پیشنهاد می‌دهد که از سلاح‌های قوی‌تری استفاده شود. وقتی انگل‌ها به اتاق امنیت نفوذ می‌کنند، کلی و چیمبرز با آن‌ها می‌جنگند و تیک کشته می‌شود. تیم امنیتی دریاسالار درهم می‌شکند؛ بلو نوح را تعقیب می‌کند اما پس از پاشیده شدن مایع پاک‌کننده روی بدنش سقوط می‌کند. وقتی نوح تلاش می‌کند یافته‌اش را گزارش دهد، دریاسالار با منفجر کردن یک نارنجک خودش را فدا می‌کند تا انگل‌ها را نابود کند. اما درست وقتی که کلی و چیمبرز فکر می‌کنند همه چیز تمام شده، اجزای باقی‌ماندهٔ بدن انگل‌ها دوباره به هم می‌پیوندند.
موجودی جهش‌یافته و قوی‌تر شکل می‌گیرد و دیگر انگل‌ها وارد هستهٔ رآکتور می‌شوند. نوح اثر پاک‌کننده را توضیح می‌دهد و گروه به انبار مشروب کلی می‌روند تا سلاح‌های بهتری بسازند. همزمان با اجرای نقشه، زمان رسیدن کشتی به زمین نو سریع‌تر می‌شود چون رآکتور بیش از حد داغ شده‌ است. چیمبرز درمی‌یابد که انگل از ابتدا در حال کنترل آن‌ها بوده تا به رآکتور دسترسی پیدا کند، و نوح درمی‌یابد که هدف انگل این است که هم‌زمان با رسیدن به زمین نو، هم آن ۵۰ میلیون نفر بازماندهٔ بشر را نابود کند و هم مسافران کشتی را. مسافران شروع به آلوده شدن می‌کنند. کلی نوح را برای نجات هیلی می‌فرستد. آن‌ها به سوی کپسول نجات حرکت می‌کنند، درست وقتی که موجود جهش‌یافته حمله می‌کند. چیمبرز در نخستین حملهٔ موجود بیگانه کشته می‌شود و کلی تلاش می‌کند او را متوقف کند، اما در نهایت او هم مغلوب می‌شود.
نوح و هیلی خود را به کپسول نجات می‌رسانند، اما نوح باید برای راه‌اندازی سیستم پرتاب از هیلی جدا شود. او با موجود روبه‌رو می‌شود و با سلاحش آن را تضعیف می‌کند. همان لحظه که نوح قصد خروج دارد، کلی از پل فرماندهی با او تماس می‌گیرد و کشتی را به حالت خود‌تخریبی درمی‌آورد تا نوح و هیلی فرار کنند.
نوح و هیلی به زمین نو می‌رسند، اما هنگام خروج از کپسول نجات، نوح متوجه انسانی دیگر می‌شود که آلوده است. در دوردست، جنگنده‌ای در حال حمله به هیولایی عظیم است. فیلم با این صحنه پایان می‌یابد که نوح اسلحه‌اش را بالا می‌آورد و می‌گوید: «همه‌شونو بسوزون».

## بازیگران
- بروس ویلیس
- کودی کیرسلی
- کالن مالوی
- کاساندرا کلمنتی
- ریچل نیکولز
- تیموتی وی. مورفی
- آنگی پک در نقش ایزابلا اورتگا
- توماس جین به عنوان دریاسالار
- کوری بیگ در نقش لینکلن
- Swen Temmel در نقش فیتزجرالد
- رالف مولر
- الیسیا دیویس در نقش ورونیکا
- جانی مسنر

## تولید
فیلمبرداری در اکتبر ۲۰۱۹ به پایان رسید.